# Decapod

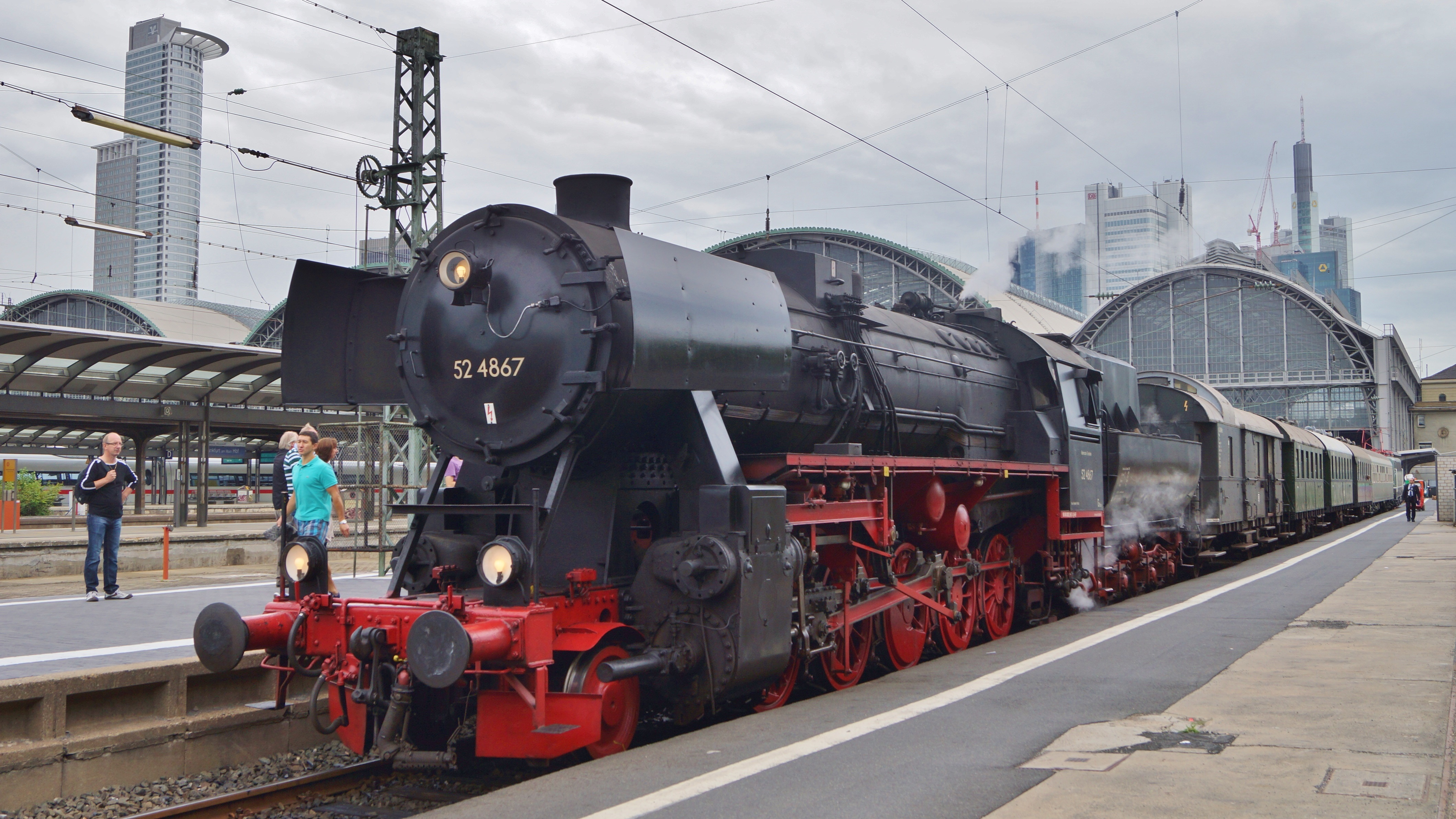
Lokomotive 52 4867 der DR-Baureihe 52, die meistgebaute Decapod

Decapod (gelegentlich auch Dekapod) ist eine aus dem nordamerikanischen Sprachgebrauch stammende Bezeichnung für Dampflokomotiven mit der Achsfolge 2-10-0 nach der Whyte-Notation, die der deutschen Bauartbezeichnung 1’E entspricht. Die Bezeichnung lässt sich in etwa mit Zehnfüßer übersetzen, zusammengesetzt aus den griechischen Wörtern Deka (Zehn) und Podes (Füße). Decapods besitzen eine Vorlaufachse und fünf gekuppelte Achsen. In der Achsfolge entstanden vorwiegend schwere und mittelschwere Güterzuglokomotiven, nur in einzelnen Ländern wurden solche Lokomotiven als Mehrzwecklokomotiven oder für den Einsatz im Personenverkehr beschafft. In Europa zählte sie zu den am meisten verbreiteten Achsfolgen, vor allem in Deutschland, Polen, der Tschechoslowakei und der Türkei wurden diverse Baureihen dieser Achsfolge in großen Stückzahlen beschafft, ebenso in Russland bzw. der Sowjetunion; nur in wenigen europäischen Ländern kamen keine Dampflokomotiven dieser Achsfolge in den Bestand. Dagegen konnten sich die Decapods in den USA, wo 1867 die erste Lokomotive dieser Bauart entstand, nur bei wenigen Bahngesellschaften durchsetzen. Tenderlokomotiven dieser Achsfolge wurden kaum gebaut, es kamen nicht mehr als eine Handvoll solcher Lokomotiven zum Einsatz.

## Geschichte
Als erste Bahngesellschaft beschaffte die US-amerikanische Lehigh Valley Railroad, die 1866 auch die erste Consolidation (Achsfolge 1’D) in Betrieb genommen hatte, 1867 zwei Lokomotiven mit fünf Kuppelachsen und einer Vorlaufachse. Sie bewährten sich jedoch aufgrund ihres langen starren Achsstands nicht und wurden bald in Consolidations umgebaut. Erst 1886 versuchte sich die Northern Pacific Railway als nächste Bahngesellschaft an der Achsfolge und beschaffte zwei Maschinen für ihre provisorische Strecke über den Stampede Pass, die über 5 % Steigung aufwies. Nachdem die Strecke nach der Fertigstellung des Stampede Tunnels wieder entbehrlich war, setzte die NP die beiden Maschinen noch bis 1930 im schweren Rangierdienst ein. In den Folgejahren beschafften einzelne US-Bahngesellschaften weitere Decapods, in größerem Umfang setzte die Beschaffung jedoch erst während des Ersten Weltkriegs ein, erreichte aber nicht die Stückzahlen anderer vorwiegend im Güterverkehr verwendeter Achsfolgen. Bedingt durch die fehlende Nachlaufachse konnten die Feuerbüchsen nicht so groß gestaltet werden wie bspw. bei Lokomotiven der Achsfolgen Mikado oder Texas, auch wiesen viele amerikanische Decapods einen rauen Lauf bei höheren Geschwindigkeiten auf. Vorteilhaft war jedoch der hohe Anteil des Reibungsgewichts am Gesamtgewicht der Maschinen. Sie wurden daher oft für langsame und schwere Dienste wie etwa als Schublokomotiven oder an Ablaufbergen eingesetzt.
Ab 1916 erhielt die Pennsylvania Railroad (PRR) fast 600 Maschinen der PRR-Klasse I1, die bis zur einsetzenden Verdieselung den Güterverkehr der PRR dominierten. In der gleichen Zeit produzierten amerikanische Lokomotivfabriken in großem Umfang Maschinen der Russischen Baureihe Е, die das Zarenreich dort aufgrund der sprunghaft gestiegenen Güteraufkommens und der ausgelasteten russischen Fabriken in Auftrag gegeben hatte. 200 der bereits produzierten Lokomotiven blieben jedoch nach der Oktoberrevolution in den USA und wurden nach Umspurung von diversen amerikanischen Bahngesellschaften übernommen. Außer bei der PRR kamen Decapods in den USA lediglich noch bei der Western Maryland Railway (WM) und der Erie Railroad in größerem Umfang zum Einsatz. Die bei der WM eingesetzten Lokomotiven der Klasse I-2 waren die schwersten Maschinen ihrer Achsfolge weltweit und erwiesen sich als sehr erfolgreich.
In Europa kamen – abgesehen von zwei versuchsweise von der russischen Transkaukasischen Eisenbahn bereits 1895 bei Baldwin in den USA bestellten Lokomotiven der Reihe ДK – die ersten 1’E-Lokomotiven erst im 20. Jahrhundert zum Einsatz. Die ersten in Europa gebauten Decapods beschafften ab 1905 die damals deutschen Reichseisenbahnen in Elsaß-Lothringen mit ihrer Baureihe G 11, gefolgt von Österreich mit der 1906 gelieferten Reihe 280 der k.k. Staatsbahnen (kkStB). Die ab 1909 beschaffte Reihe 36 der belgischen Staatsbahnen war zu ihrer Zeit die schwerste europäische Lokomotive. Die ersten französischen Lokomotiven dieser Achsfolge beschaffte ab 1910 die Chemin de fer de Paris à Orléans (PO) mit der Reihe PO 6001 für den Einsatz auf ihren Gebirgsstrecken im Massif central. Ebenfalls für anspruchsvolle Gebirgsstrecken vorgesehen waren die ab 1913 beschafften C 5/6 der Schweizerischen Bundesbahnen (SBB) und die Reihe 19 der bulgarischen Staatsbahn (BDŽ).
Die erhöhte Transportnachfrage während des Ersten Weltkriegs führte zu teils umfangreichen Neubeschaffungen von Decapods. So erhielten die russischen Eisenbahnen erstmals große Stückzahlen, teils aus amerikanischer Produktion. Nach dem Krieg folgte Italien mit der ab 1922 beschafften FS 480. Das letzte europäische Land, in dem – abgesehen von den diversen Übernahmen ehemaliger Kriegslokomotiven nach Ende des Zweiten Weltkriegs, wie bspw. in Dänemark und Norwegen – diese Achsfolge Einzug hielt, war das Vereinigte Königreich, wo erst 1943 die ersten Maschinen gebaut und eingesetzt wurden.
Außerhalb Nordamerika und Europa wurden Dampflokomotiven mit der Achsfolge 1’E nur selten verwendet, auch wenn bereits 1885 aus den USA ein Einzelexemplar nach Brasilien geliefert wurde. Zu den weiteren Ländern, in denen sie – meist in eher geringer Stückzahl – eingesetzt wurden, zählen bspw. Argentinien, China, Indien und Tunesien.

## Decapod-Lokomotiven in ausgewählten Ländern

### Deutschland

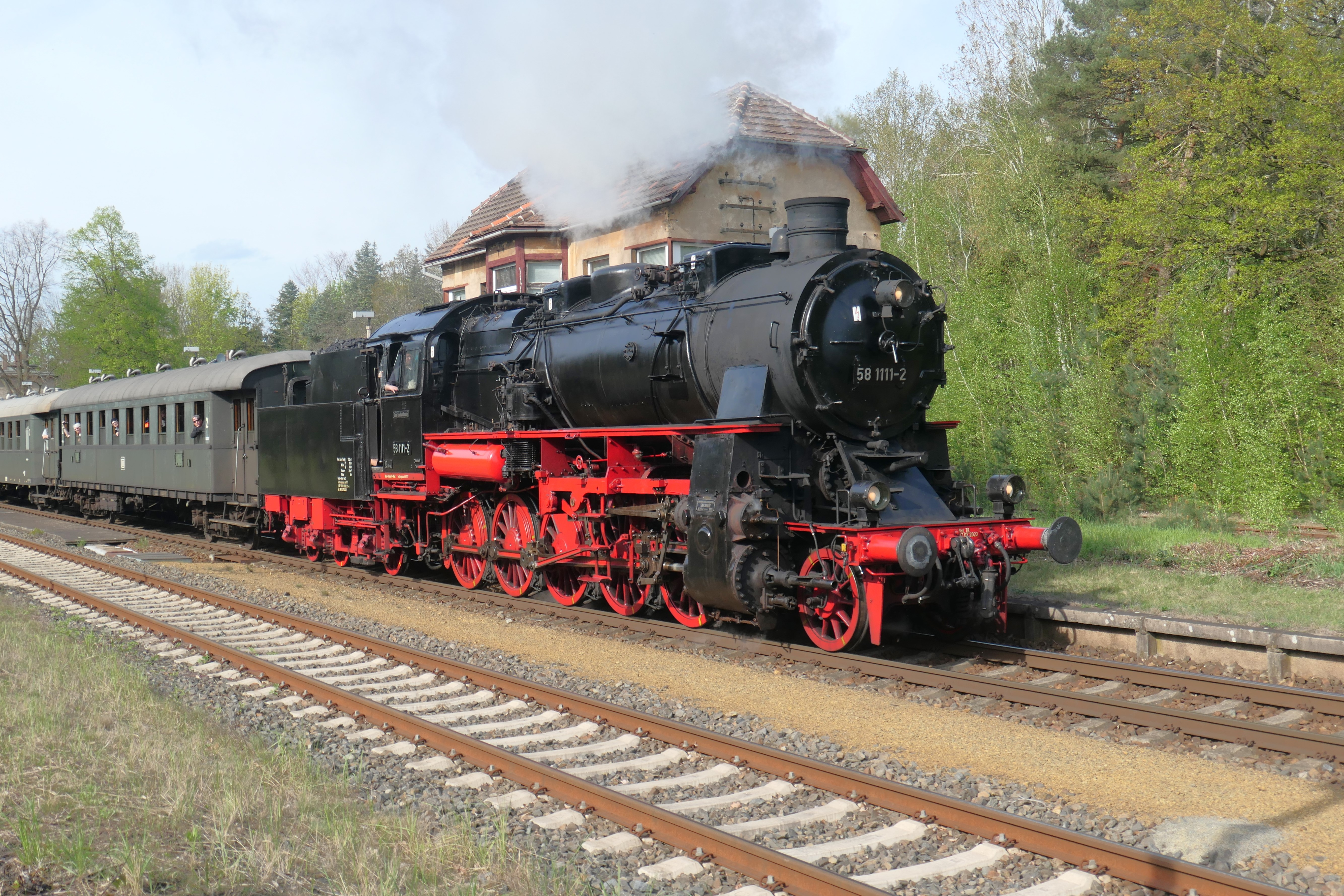
Die Preußische G 12 wurde als erste Bauart von mehreren deutschen Staatsbahnen beschafft, Lokomotive 58 311 wurde ursprünglich von den Badischen Staatsbahnen in Dienst gestellt

Die ersten 1’E-Lokomotiven kamen im damaligen Deutschen Reich 1905 zum Einsatz, die Reichseisenbahnen in Elsaß-Lothringen erhielten in diesem Jahr die ersten Maschinen ihrer Reihe C33 (ab 1912 als Elsaß-Lothringische G 11 bezeichnet). Erst der erhöhte Bedarf infolge des Ersten Weltkriegs führte dazu, dass auch weitere Länderbahnen Lokomotiven dieser Achsfolge beschafften. Größere Stückzahlen erreichte jedoch nur die Preußische G 12, die außer von den preußischen Staatsbahnen auch von den Staatsbahnen in Sachsen, Baden und Württemberg beschafft wurde und so ein Vorläufer der späteren Einheitsdampflokomotiven wurde.
Die Deutsche Reichsbahn nahm mit den Baureihen 43 und 44 zwei schwere 1’E-Lokomotiven in ihr Programm der Einheitslokomotiven auf. Ende der 1930er Jahre wurde zusätzlich die leichtere DR-Baureihe 50 als Einheitslokomotive entworfen, die auch für den Einsatz auf Nebenbahnen geeignet war. Von dieser und der aus ihr abgeleiteten Kriegslokomotive der DR-Baureihe 52 wurden große Stückzahlen beschafft. Nach 1945 kamen vor allem die Kriegslokomotiven in vielen europäischen Ländern zum Einsatz. In beiden deutschen Staaten blieben die Einheitslokomotiven der Achsfolge 1’E bis zum Ende der Dampflokomotivzeit in den 1970er und 1980er Jahren im Dienst, wobei in der DDR durch die Deutsche Reichsbahn viele Maschinen als Reko-Lokomotiven umfassend modernisiert und neubekesselt wurden. Bis zur Verdieselung bzw. Elektrifizierung übernahmen sie den Großteil des Güterverkehrs auf der Schiene. In der DDR wurde mit der DR-Baureihe 50.40 noch eine neue Baureihe dieser Achsfolge beschafft, ähnliche Planungen bei der Deutschen Bundesbahn blieben dagegen auf dem Papier. Alle deutschen Decapods waren für den Güterverkehr vorgesehen, vor allem die Baureihen 50 und 52 entwickelten sich jedoch zu Mehrzweckmaschinen, die bis gegen Ende der Dampflokzeit auf deutschen Schienen in nennenswertem Umfang auch Personenzugleistungen erbrachten.
- Elsaß-Lothringische G 11, Baujahre 1905 bis 1910, 47 Stück
- Preußische G 12.1, Baujahre 1915 bis 1917, 33 Stück[Anmerkung 1]
- Sächsische XIII H, Baujahr 1917, 20 Stück
- Preußische G 12, Baujahre 1917 bis 1924, ca. 1500 Stück
- Preußische G 12 (Bauart CFOA), Baujahr 1917, 5 Stück
- DR-Baureihe 43, Baujahre 1927 bis 1928, 35 Stück
- DR-Baureihe 44, Baujahre 1926, 1937 bis 1949, 1989 Stück[Anmerkung 2]
- LBE G 12, Baujahr 1924, 2 Stück[Anmerkung 3]
- DR-Baureihe 50, Baujahre 1939 bis 1948, 3164 Stück[Anmerkung 4]
- DR-Baureihe 52, Baujahre 1942 bis 1951, über 6300 Stück[Anmerkung 5]
- DR-Baureihe 42, Baujahre 1943 bis 1949, 1061 Stück[Anmerkung 6]
- DR-Baureihe 50.40, Baujahre 1956 bis 1960, 88 Stück

### Österreich

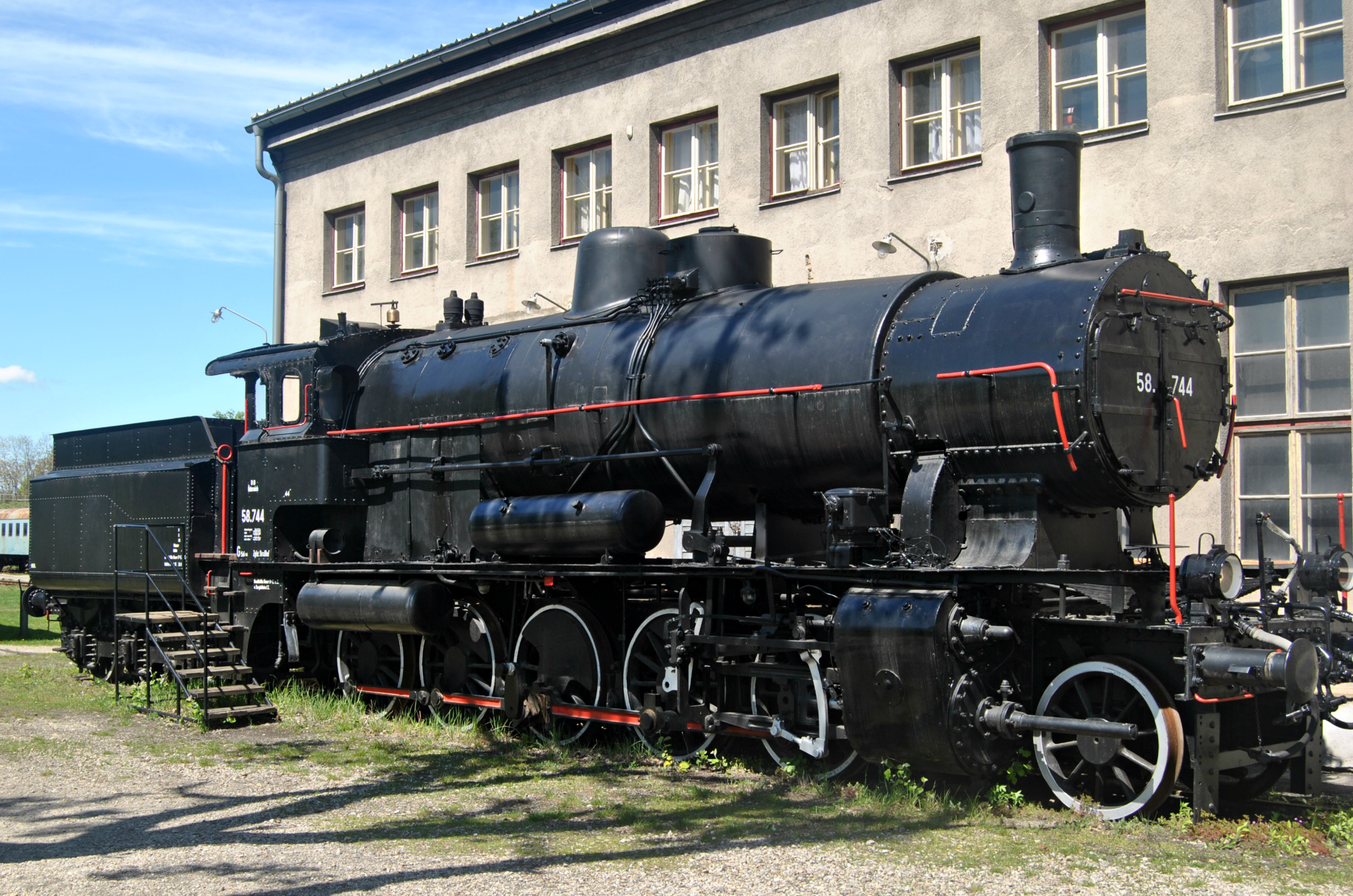
Die erhalten gebliebene Maschine 58 744 der Reihe BBÖ 81

Anders als in vielen europäischen Ländern wurden Decapods in Österreich zunächst nicht für den schweren Güterzugdienst, sondern als Gebirgs-Schnellzuglokomotiven für den Einsatz auf den anspruchsvollen Rampenstrecken im Alpenraum, wie etwa der Arlbergbahn, der Brennerbahn, der Semmeringbahn und der Tauernbahn beschafft. Als erfolgreich erwies sich vor allem die ursprünglich für die private Südbahngesellschaft (SB) entworfene Reihe 580, die nach dem Ersten Weltkrieg noch von den neugegründeten Österreichischen Bundesbahnen (BBÖ) nachbeschafft wurden und die größte Stückzahl aller originär österreichischen 1’E-Maschinen erreichte. Erst die von den BBÖ in den 1920er Jahren entwickelten Reihen 81 und 181 waren primär für den Güterverkehr vorgesehen. 40 Nachbauten der Reihe 580 entstanden zudem 1926 für die griechische Staatsbahn SEK, die sie als Reihe Λα (Lambda-Alpha) in Dienst nahm und mit ihnen auf ihrer schwierigen Hauptstrecke zwischen Piräus und Thessaloniki alle wichtigen Zugleistungen bespannte, darunter auch den Simplon-Orient-Express.
Nach dem Zweiten Weltkrieg übernahmen die ÖBB große Bestände an ehemals deutschen Kriegslokomotiven der Reihen 42 und vor allem 52, die den Dampfbetrieb in der Nachkriegszeit schon aufgrund ihrer großen Stückzahl dominierten und planmäßig vor fast allen Zuggattungen bis hin zu Schnellzügen eingesetzt wurden. Die letzten Exemplare blieben bis zum Ende des ÖBB-Dampfbetriebs Ende der 1970er Jahre im Einsatz. Bei den Privatbahnen ROeEE/GySEV und GKB, die ebenfalls Lokomotiven der Reihe 52 übernommen hatten, fuhren diese planmäßig noch bis in die 1980er Jahre. Die letzten originär österreichischen Maschinen der Reihe 580 stellten die ÖBB dagegen bereits 1964 ab. Ab 1956 waren zudem 13 Stück der Reihe 580 leihweise nach Griechenland abgegeben worden.
- kkStB 280, Baujahre 1906 bis 1911, 8 Stück[Anmerkung 7]
- kkStB 380, Baujahr 1909 bis 1914, 28 Stück
- SB 580, Baujahre 1912 bis 1926, 117 Stück[Anmerkung 8]
- BBÖ 81, Baujahre 1920 bis 1923, 83 Stück[Anmerkung 9]
- BBÖ 181, Baujahre 1922 bis 1923, 27 Stück

### Schweiz

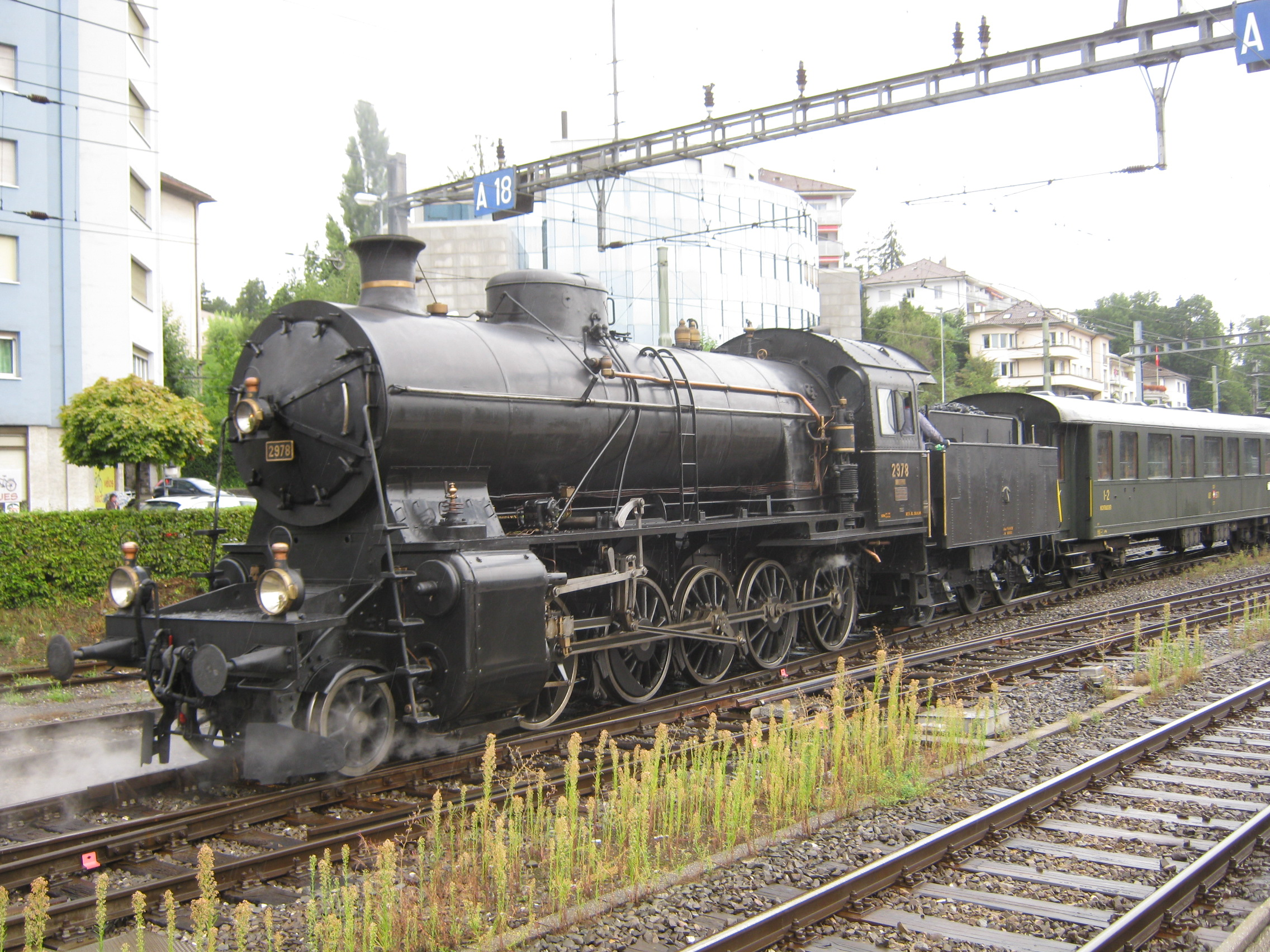
C 5/6 2978 vor einem Sonderzug in Fribourg

Mit den „Elefanten“ der Reihe C 5/6 wurde in der Schweiz nur eine Bauart von Decapod-Lokomotiven beschafft, wobei sich nach Vergleichen die Vierzylinder-Verbundbauart durchsetzte. Diese größte Schweizer Dampflokomotivbauart erwies sich als sehr erfolgreich, die letzten Maschinen blieben bis 1968 im Einsatz.
- SBB C 5/6, Baujahr 1913, 2 Stück (1’E h4)
- SBB C 5/6, Baujahre 1913 bis 1917, 28 Stück (1’E h4v)

### Belgien

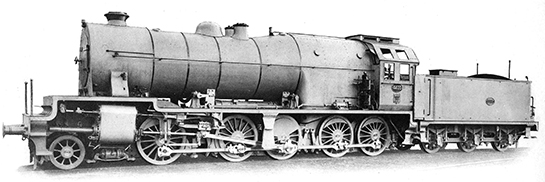
Lokomotive der belgischen Reihe 36 im Ablieferungszustand, um 1910

Bereits ab 1909 erhielten die belgischen Staatsbahnen (ab 1926 NMBS/SNCB) mit der späteren NMBS/SNCB-Reihe 36 Lokomotiven der Achsfolge 1’E. Die zum Zeitpunkt ihrer erstmaligen Beschaffung stärksten europäischen Güterzuglokomotiven übernahmen vor allem den schweren Güterzugdienst auf den anspruchsvollen Strecken durch die Ardennen im Südosten des Landes. Während des Ersten Weltkriegs, als Belgien fast vollständig durch deutsche Truppen besetzt wurde, evakuierten die Staatsbahnen einen Großteil der Reihe nach Frankreich. Dort konnten sie aufgrund ihrer hohen Achslast nicht eingesetzt werden, weshalb 60 Exemplare nach Russland verkauft wurden. Einige wenige Preußische G 12 kamen als Waffenstillstandslokomotiven Ende 1918 nach Belgien, wurden aber bald abgestellt. Vier Stück davon erhielten 1931/32 die luxemburgischen Chemins de fer Prince Henri. Nach dem Zweiten Weltkrieg übernahmen die NMBS/SNCB in größerem Umfang ehemals deutsche 1’E-Lokomotiven der Baureihen 50 und 52 als NMBS/SNCB-Reihen 25 und 26. Die letzten Maschinen der Reihe 36 wurden daher bis 1947 ausgemustert, während die ehemals deutschen Lokomotiven noch bis Mitte der 1960er Jahre eingesetzt wurden.
- NMBS/SNCB-Reihe 36, Baujahre 1909 bis 1922, 153 Stück

### Polen

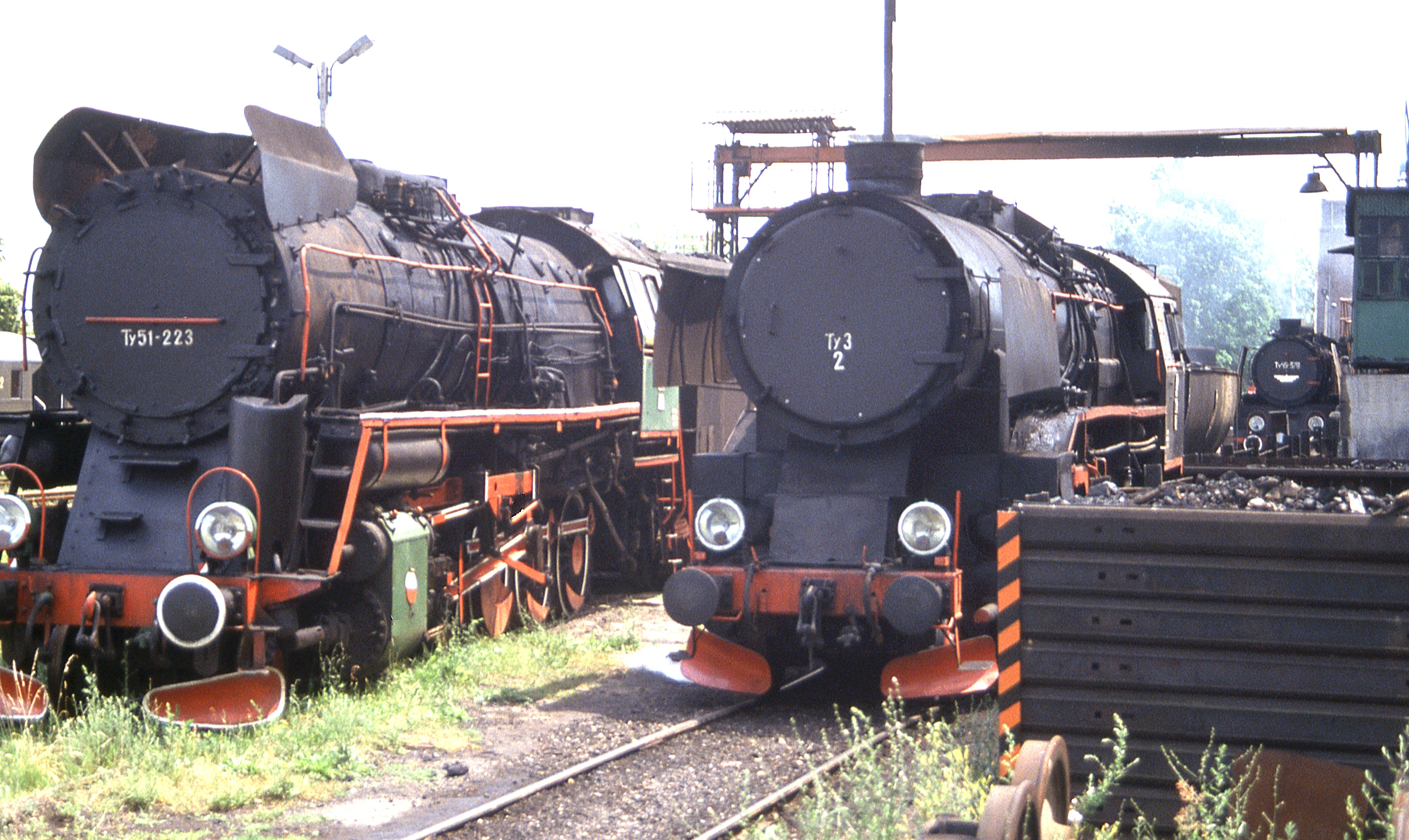
Zwei polnische 1’E-Lokomotiven (Ty3-2 und Ty51-223) 1991 im Bahnbetriebswerk Wolsztyn

Die 1918 neugegründeten polnischen Staatsbahnen Polskie Koleje Państwowe (PKP) übernahmen zunächst nur ein Einzelexemplar der Preußischen G 12 aus den Waffenstillstandsabgaben nach 1918. Die Maschine diente jedoch als Muster für die eigene Entwicklung einer leistungsfähigen Decapod. Die ab 1923 beschaffte PKP-Baureihe Ty23, die schließlich die zahlenmäßig größte polnische Baureihe der Zwischenkriegszeit darstellte, wurde jedoch verstärkt und als Zweizylinderlokomotive entworfen. 1937 folgte die PKP-Baureihe Ty37 als modernisierte und stärkere Version der Ty23, bedingt durch den deutschen Überfall auf Polen entstanden jedoch nur noch geringe Stückzahlen, auch wenn der Bau unter deutscher Regie zunächst noch fortgeführt wurde. Sie diente als Muster für die Entwicklung der DR-Baureihe 42 als schwere Kriegslokomotive.
Nach dem Zweiten Weltkrieg übernahm die PKP in großem Umfang 1’E-Lokomotiven aus Reichsbahnbeständen. Neben Maschinen der Baureihen 44, 50 und 58 waren dies vor allem rund 1400 Kriegslokomotiven der Baureihe 52. Zudem ließ die PKP fast 130 bereits begonnene Maschinen der Baureihe 42 fertigstellen. Ab 1947 kamen zudem die PKP-Baureihe Ty45 als Weiterentwicklung der Ty37 und die in den USA gebaute PKP-Baureihe Ty246 in größeren Stückzahlen in Dienst. Abschluss der polnischen Decapods war die PKP-Baureihe Ty51 als Nachbau der amerikanischen Ty246. Viele Maschinen der neueren Baureihen blieben bis weit in die 1980er Jahre in großem Umfang im Dienst und waren das Rückgrat des mittleren und schweren Güterzugdienstes, wurden aber auch vielfach vor Personenzügen eingesetzt.
- PKP-Baureihe Ty23, Baujahre 1923 bis 1934, 612 Stück
- PKP-Baureihe Ty37, Baujahre 1937 bis 1940, 37 Stück[Anmerkung 10]
- PKP-Baureihe Ty45, Baujahre 1947 bis 1951, 448 Stück
- PKP-Baureihe Ty246, Baujahr 1947, 100 Stück
- PKP-Baureihe Ty51, Baujahre 1953 bis 1958, 232 Stück

### Russland/Sowjetunion

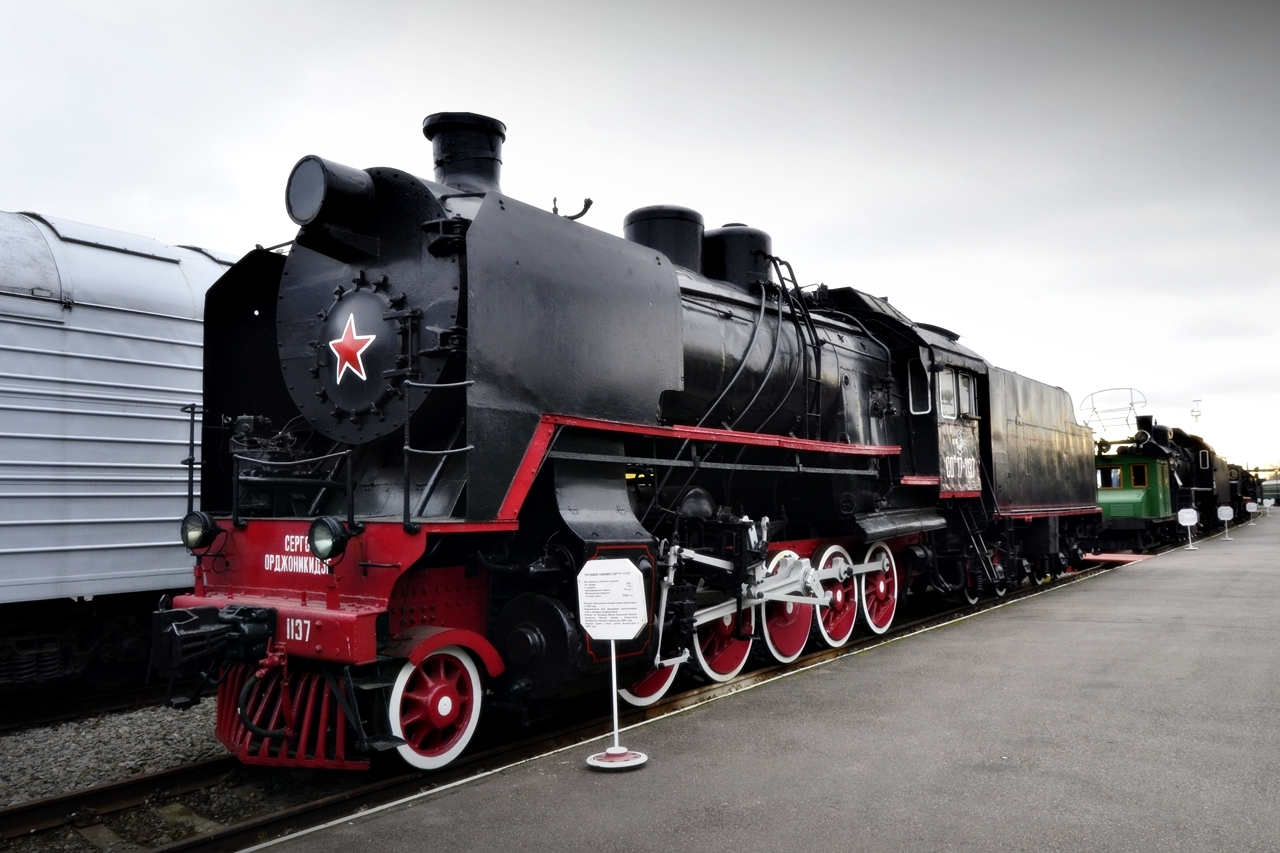
Lokomotive 17-1137 der SŽD-Baureihe СО im Russischen Eisenbahnmuseum in St. Petersburg

Die ersten beiden, von Baldwin in den USA 1895 gelieferten Decapods der Reihe ДK (das Kürzel ДK = Dk steht für Dekapod) erwiesen sich für den vorgesehenen Einsatz auf der anspruchsvollen Strecke über den Suramipass im heutigen Georgien als wenig geeignet, da sie nicht in der Lage waren, die Leistungen der bislang eingesetzten Fairlie-Lokomotiven der Reihe Ф zu erbringen. Sie fanden daher zunächst keine Nachfolger. Erst während des Ersten Weltkriegs, als der Lokomotivbedarf immens wuchs, beschafften die russischen Eisenbahnen mit der Baureihe Е in größerem Umfang 1’E-Lokomotiven, außerdem erwarben sie ehemals belgische Maschinen der dortigen Reihe 36. Die Reihe Е wurde vollständig von nordamerikanischen Firmen (Baldwin, ALCO und CLC) gebaut und auf dem Seeweg nach Russland geliefert. Weitere Maschinen dieser Reihe wurden nach der Oktoberrevolution nicht mehr nach Russland geliefert. Sie wurden in den USA umgespurt und von verschiedenen Eisenbahngesellschaften übernommen.
Anfang der 1930er Jahre entwickelten die sowjetischen Eisenbahnen Sowetskije schelesnyje dorogi (SŽD) mit der SŽD-Baureihe СО eine modernere und leistungsfähigere Decapod, die in großem Umfang bis Anfang der 1950er Jahre beschafft wurde. Während des Zweiten Weltkriegs erhielt die Sowjetunion zudem im Zuge der Unterstützung durch die USA die SŽD-Baureihe Е, die eine Weiterentwicklung der Reihe Е aus der Zeit des Ersten Weltkriegs war. Abschluss der Entwicklung in der Sowjetunion war die SŽD-Baureihe Л, die bis Mitte der 1950er Jahre beschafft wurde. Zudem übernahmen die SŽD in großem Umfang umgespurte deutsche Kriegslokomotiven als Reparationsleistungen.
- Russische Baureihe ДK, Baujahr 1894, 2 Stück
- Russische Baureihe Е, Baujahre 1915 bis 1918, 881 Stück
- SŽD-Baureihe СО, Baujahre 1934 bis 1951, 4448 Stück
- SŽD-Baureihe Е, Baujahre 1944 bis 1947, 2123 Stück[Anmerkung 11]
- SŽD-Baureihe Л (1945), Baujahre 1945 bis 1955, 4200 Stück

### Tschechoslowakei

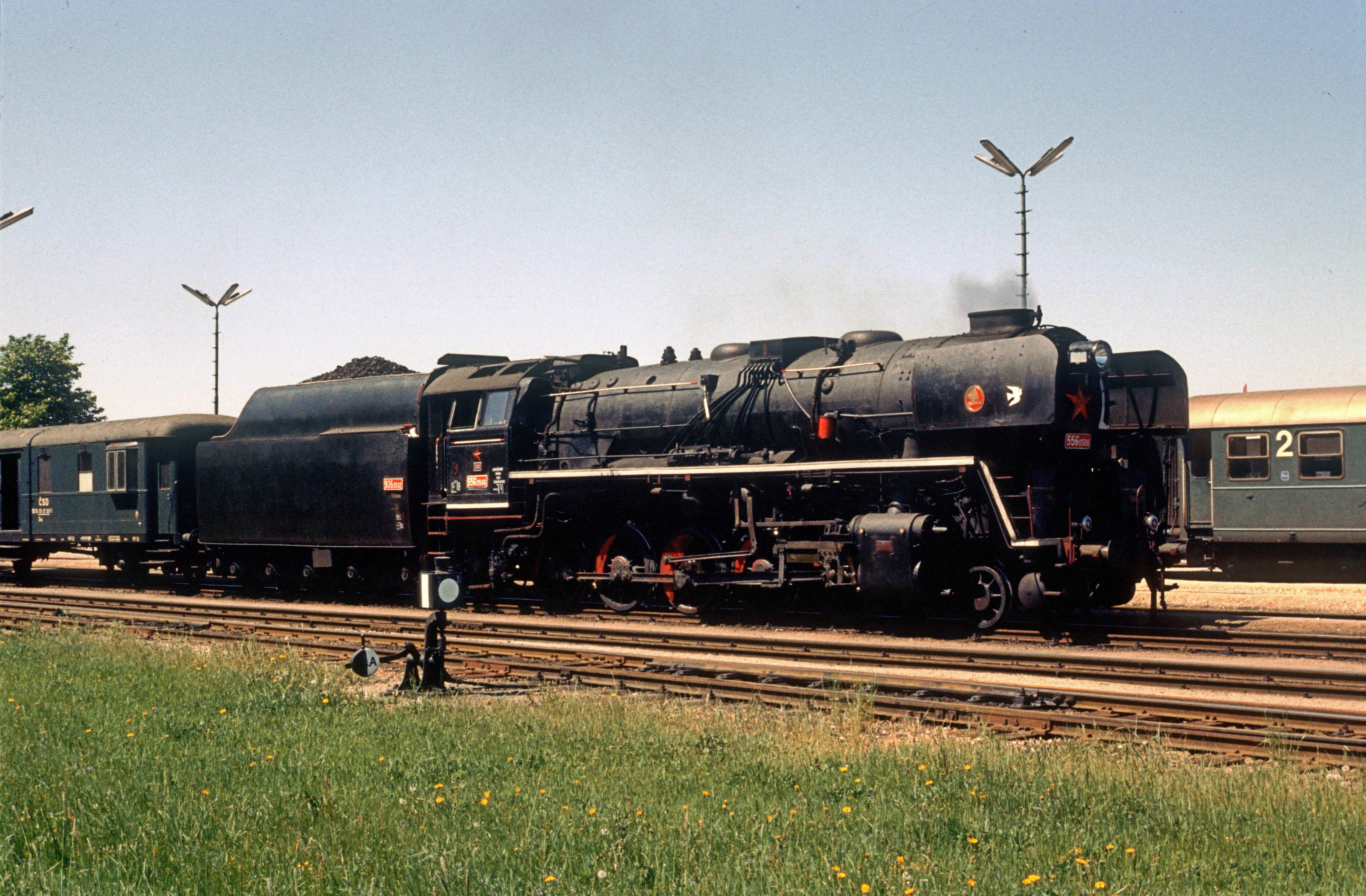
Lokomotive 556.0506 im Jahr 1979 im österreichischen Grenzbahnhof Gmünd NÖ

Von den in Österreich vor 1918 gebauten 1’E-Lokomotiven waren keine in den Bestand der neugegründeten tschechoslowakischen Staatsbahnen Československé státní dráhy (ČSD) gekommen. Die ČSD hatten jedoch großen Bedarf an leistungsfähigen Güterzuglokomotiven, die von Škoda entwickelten Maschinen der ČSD-Baureihe 534.0 wurden dementsprechend bis in die ersten Jahre des Zweiten Weltkriegs beschafft. Nach dem Krieg erhielten die ČSD weit über 700 neue Decapods der Baureihe 534.03 und vor allem der nach den damals modernsten Grundsätzen entwickelten Reihe 556.0. Zudem übernahmen die ČSD 300 ehemals deutsche Kriegslokomotiven der Baureihe 52, teils direkt nach dem Krieg, teils gebraucht aus der Sowjetunion. Bis in die 1970er Jahre übernahmen die Decapod-Lokomotiven den Großteil des schweren Güterverkehrs auf den nichtelektrifizierten Strecken der ČSD, übernahmen ab und an aber auch Leistungen im Personen- und Schnellzugverkehr. Mit der Reihe 556.0 beendete die ČSD 1980 ihren regulären Dampfbetrieb.
- ČSD-Baureihe 534.0, Baujahre 1923 bis 1943, 149 Stück
- ČSD-Baureihe 534.03, Baujahre 1945 bis 1947, 227 Stück
- ČSD-Baureihe 556.0, Baujahre 1951 bis 1958, 510 Stück

### Türkei

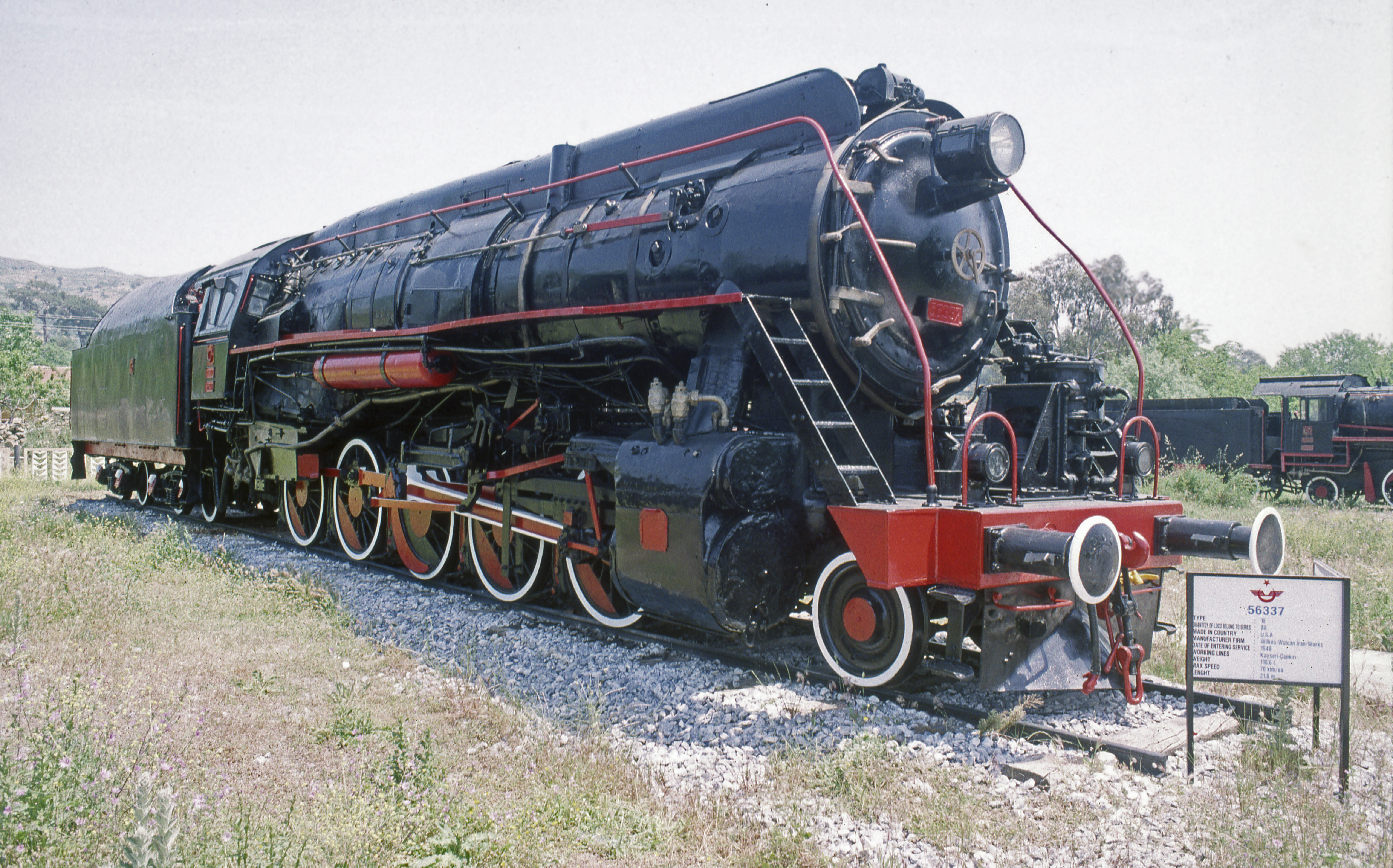
„Skyliner“ 56 337 im Eisenbahnmuseum Çamlık

In der Türkei fand die Achsfolge 1’E während des Ersten Weltkriegs erstmals Anwendung. Ab 1917 erhielt die Chemin de fer ottoman d’Anatolie (CFOA), die die wichtige Strecke zwischen Istanbul und Ankara betrieb, die ersten Lokomotiven aus Deutschland geliefert, ihre Konstruktion fand Eingang in die Entwicklung der Preußischen G 12 (Bauart CFOA). Im Zuge der Beschaffung größerer, an die Konstruktion der deutschen Einheitsdampflokomotiven angelehnten Lokomotivserien erhielt die TCDD auch eine leistungsfähige Decapod. Die TCDD 56 001–166 kamen landesweit vor fast allen Zuggattungen zum Einsatz, die letzten blieben bis Ende der 1980er Jahre im Dienst. Die 1960 gebauten letzten beiden Exemplare der Serie waren die einzigen in der Türkei erbauten Dampflokomotiven. Während des Zweiten Weltkriegs erhielten die TCDD insgesamt 53, teils fabrikneue Kriegslokomotiven der DR-Baureihe 52 als Teil der Bemühungen der deutschen Reichsregierung, die neutrale Türkei auf ihre Seite zu ziehen. Nach dem Zweiten Weltkrieg erhielten die TCDD zunächst die aus den USA gelieferten „Skyliner“ der Reihe TCDD 56 301–388 und übernahmen schließlich 1955 von der SNCF noch 48 nach dem Krieg in Frankreich fertiggestellte Lokomotiven der DR-Baureihe 44. Decapod-Lokomotiven übernahmen damit bis in die 1970er Jahre einen erheblichen Teil des gesamten TCDD-Zugverkehrs, bis hin zu Schnellzügen wie dem Simplon-Orient-Express.
- CFOA 101–110, Baujahre 1917 bis 1918, 10 Stück
- SCP 81–88, Baujahr 1926, 8 Stück
- TCDD 56 001–166, Baujahre 1937 bis 1960, 185 Stück[Anmerkung 12]
- TCDD 56 301–388, Baujahre 1947 bis 1948, 88 Stück

### Vereinigtes Königreich

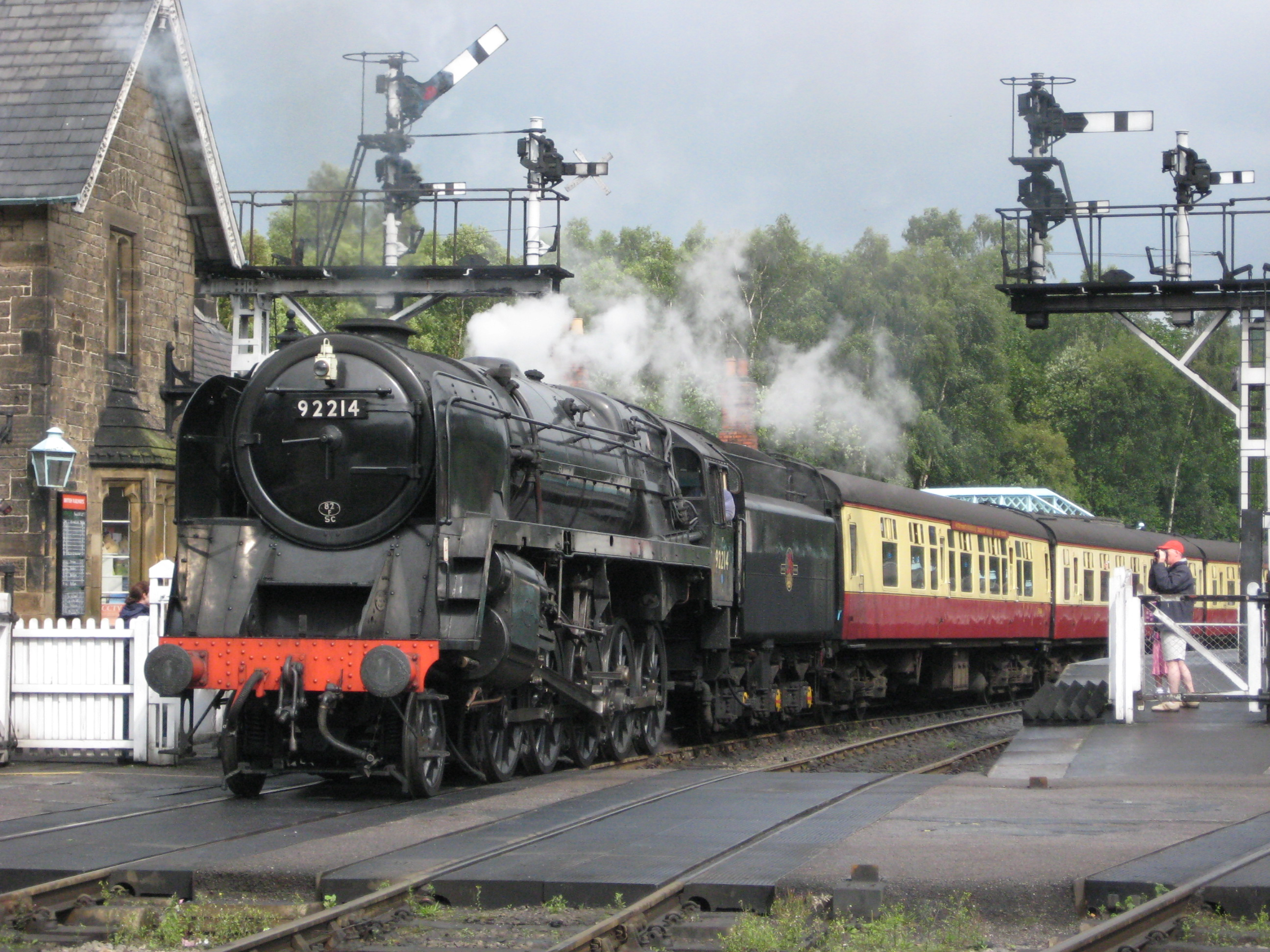
Die erhalten gebliebene 9F 92214 als betriebsfähige Museumslokomotive bei der North Yorkshire Moors Railway

Im Vereinigten Königreich wurden zunächst die beiden dort vorhandenen Einzelexemplare E-gekuppelter Lokomotiven ohne Vorlaufachse, die GER-Klasse A55 und MR Nr. 2290 als Decapods bezeichnet. Erste Planungen der Lancashire and Yorkshire Railway (L&YR) im Jahr 1913 zum Bau einer an britische Einsatzbedingungen angepassten Version der belgischen Reihe 36 blieben auf dem Papier. Decapods der Achsfolge 1’E kamen in Großbritannien erst während des Zweiten Weltkriegs zum Einsatz. Für den Einsatz auf Strecken mit niedriger Achslast ließ das britische War Department (WD) aus der erfolgreichen Consolidation der WD-Klasse „Austerity“ 2-8-0 eine um eine Kuppelachse verlängerte Version ableiten. Die Lokomotiven kamen vor der Operation Overlord leihweise bei britischen Bahngesellschaften zum Einsatz, wurden dann aber bald nach Frankreich und zu anderen Fronten des Krieges überführt. Lediglich 27 Stück verblieben nach dem Krieg in Großbritannien, von denen 25 Stück schließlich 1948 in den Bestand der neugegründeten British Railways (BR) übergingen und zwei auf der Militäreisenbahn Longmoor verblieben. 100 Exemplare kamen zu den Nederlandse Spoorwegen (NS), der Rest nach Griechenland und Syrien. Sehr erfolgreich war schließlich die BR-Standardklasse 9F, die allgemein als beste aller nach dem Krieg beschafften Standardklassen von British Railways galten. Neben ihren vorgesehenen Aufgaben im Güterverkehr waren sie auch in der Lage, Expresszüge mit relativ hohen Geschwindigkeiten zu befördern, in einzelnen Fällen mit bis zu 140 km/h. Durch die rasche Verdieselung blieben sie jedoch nur bis 1968 im Dienst.
- WD-Klasse „Austerity“ 2-10-0, Baujahre 1943 bis 1945, 150 Stück
- BR-Standardklasse 9F, Baujahre 1954 bis 1960, 251 Stück